# ADE

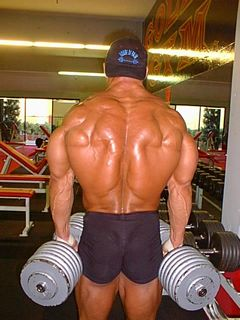
O ADE é erroneamente procurado por quem quer ganhar músculos em pouco tempo.

ADE é um óleo composto vitamínico lipossolúvel das vitaminas A, D, E., de coloração amarelo-alaranjada, e de uso exclusivamente veterinário, injetável.
A função principal do óleo é suprir necessidades de carência de vitaminas lipossolúveis diretamente e prevenir infecções nos animais., ainda assim com uso restrito a alguns grupos de animais (permitido para bovinos, equinos, suínos, caprinos, ovinos e coelhos, e com claras recomendações para não se usar em cães e gatos)
Porém o ADE adquiriu uma nova utilidade quando foi descoberto que os resultados ao injetá-lo em partes localizadas do corpo, conhecido como "hipertrofia local", sendo similares ao óleo Synthol, outro óleo injetável, bastante popular no mercado americano, utilizado para inchar o músculo, dando uma falsa aparência de músculo malhado.
O uso do Synthol/ADE e outros óleos localizados apenas traz o inchaço instantâneo pelo acúmulo de óleo na região, e não aumenta de forma alguma fibras musculares e/ou força. Pelo contrário, já houve até casos em que o uso contínuo de ADE causou a redução da massa magra.
O uso do ADE entre todos os óleos de crescimento local (que por conceito já são seriamente contra-indicados) é considerado o mais danoso e mais doloroso, por não ser um produto especializado em crescimento local como os outros óleos (e sim um produto veterinário), não contém analgésico em sua fórmula.
O ADE por si só pode causar abscessos no local injetado e proximidades, infecções, embolia e necrose do membro, o que causa uma futura amputação. As consequências da injeção do ADE são: paralisia (caso na hora da injeção seja atingido um nervo), parada respiratória, infarto e parada cardíaca.. Em caso de complicações gerais, não é raro chegar a casos fatais.